# Dendrobium contextum
Dendrobium contextum är en orkidéart som beskrevs av André Schuiteman, De Vogel och Julian Mark Hugh Shaw. Dendrobium contextum ingår i släktet Dendrobium, och familjen orkidéer. Inga underarter finns listade i Catalogue of Life.